# 圣文森特和格林纳丁斯签证政策

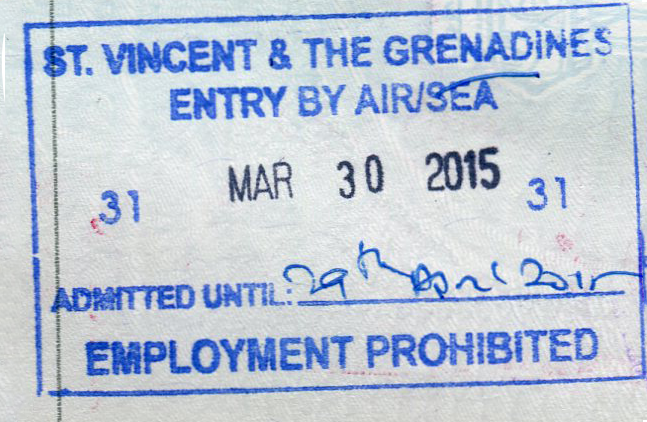
入境章

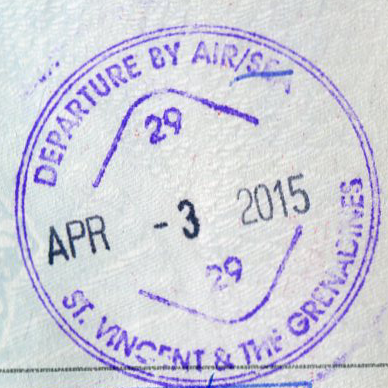
出境章

大多数国家和地区的公民，可以以免签证的形式入境圣文森特和格林纳丁斯，
聖文森特和格林納丁斯於2015年5月28日與歐盟簽署了互免簽證協議，并於2015年12月15日獲得批准。該協議允許所有申根協議締約國的公民在每180天內免簽證停留90天。

## 分佈地圖

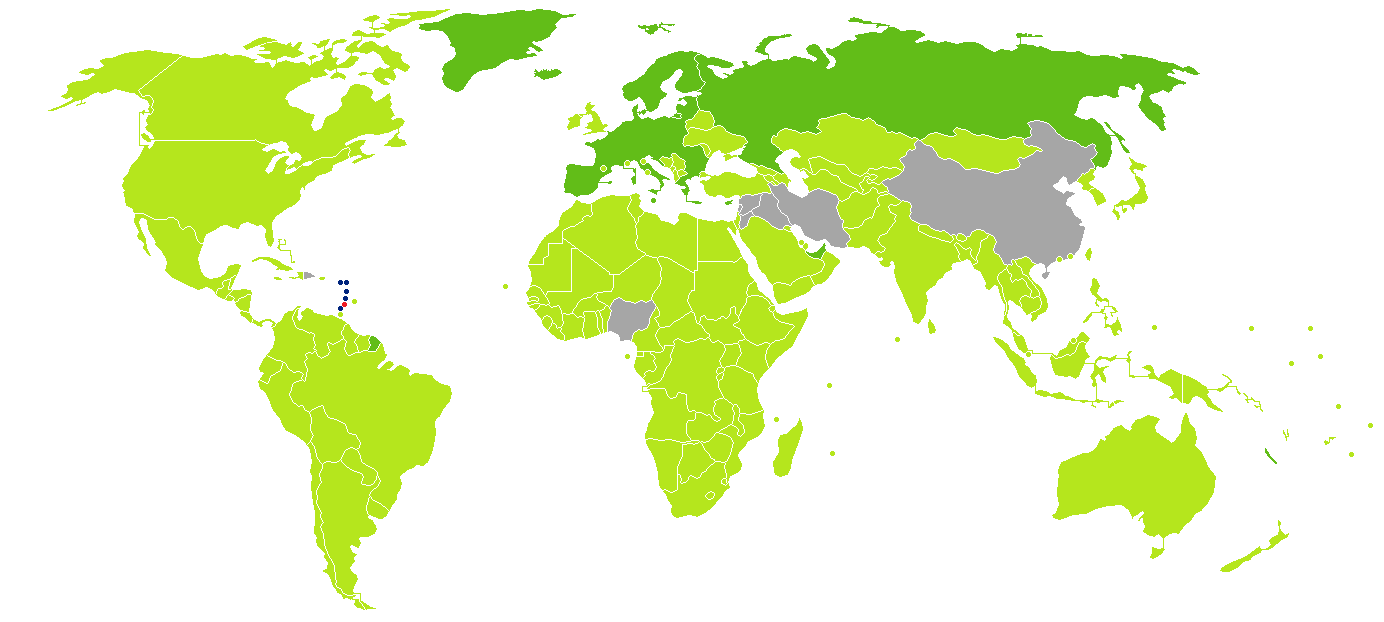
圣文森特和格林纳丁斯
自由進出停留
免簽證90天
免簽證30天
需要申請簽證

## 免簽證
自由進出停留
| - 安地卡及巴布達 - 多米尼克 - 格瑞那達 - 圣基茨和尼维斯 - 圣卢西亚 |

6個月
 中華民國國民可免簽證停留六個月
90天
下列國家的護照持有人可以在每180天內停留90天：
| - 歐盟公民（愛爾蘭和英國除外） - 冰島 - 列支敦斯登 - 挪威 - 俄羅斯 - 瑞士 - 阿联酋 |

1個月
一般而言，其他外國遊客可免簽證入境停留長達1個月，過期前可以付費延長。

## 需要申請簽證的國家
以下8個國家的公民必須提前申請簽證，簽證申請費為200東加勒比元：
- 中國
- 海地
- 伊朗
- 伊拉克
- 黎巴嫩
- 奈及利亞
- 叙利亚